# مونتفورت استوکس
مونتفورت استوکس (به انگلیسی: Montfort Stokes) سناتور سابق عضو حزب دموکرات-جمهوری‌خواه بود. وی در سال ۱۸۱۶ تا ۱۸۲۳ میلادی سناتور ایالت کارولینای شمالی در سنای ایالات متحده آمریکا بود.